# Zarudci, Liubeșiv
Zarudci (în ucraineană Зарудчі) este localitatea de reședință a comunei Zarudci din raionul Liubeșiv, regiunea Volînia, Ucraina.

## Demografie
Componența lingvistică a localității Zarudci
     Ucraineană (99,83%)
     Alte limbi (0,17%)
Conform recensământului din 2001, majoritatea populației localității Zarudci era vorbitoare de ucraineană (99,83%), existând în minoritate și vorbitori de alte limbi.